# Francesco Apostoli
Francesco Apostoli (auch Franz Apostoli, * 1755 in Venedig; † 25. Februar 1816 ebenda) war ein italienischer Schriftsteller.

## Leben
Francesco Apostoli studierte die Staatswissenschaften. Später bot man ihm an, in der Kanzlei des Dogenpalastes zu wirken, was er aber ablehnte. Stattdessen ging er auf Reisen und begann so ein Leben als Abenteurer. Dabei schrieb er mit Adligen aus Deutschland und Italien Romane und Theaterstücke, um so Geld zu verdienen.
Auf Dauer konnte Apostoli so nicht sein Geld verdienen. Daher wurde er Spitzel für die Inquisition des Staates. Da er die französische Revolution unterstützte, besonders die Jakobiner, wurde er 1796, als dies ans Licht kam, nach Korfu verwiesen. Als die Republik Venedig fiel, konnte er zurückkehren.
Anschließend wurde Apostoli von der Cisalpinischen Republik als Konsul in Ancona eingesetzt. Als er sich auf den Weg machte, um das Amt einzunehmen, nahmen ihn die Österreicher gefangen und führten ihn nach Kotor. Als er wieder freikam, wurde er in San Marino Geschäftsträger des ersten Konsul.
Später verfasste Apostoli einen Brief, in welchem er sich in republikanischem Stil über Napoleon Bonaparte äußerte. Als ein Polizeiminister vom Brief erfuhr, wurde Apostoli gezwungen, innerhalb eines Tages Paris und innerhalb von acht Tagen Frankreich zu verlassen. Deswegen lebte er in der Folgezeit verarmt in Mailand.
Durch seine Freunde war es ihm möglich, Buchhandelsaufseher in Padua zu werden. Als die Österreicher aber in das Land zurückkehrten, musste Apostoli wieder gehen. Er kehrte zurück nach Venedig. Dort verarmte er zunehmend, verfasste aber weitere Theaterstücke. Schließlich verhungerte er 1816 in Venedig.
Seit 1775 war er auswärtiges Mitglied der Bayerischen Akademie der Wissenschaften.

## Wirken
Mit Storia d’Andrea und Sagezza della follia verfasste Apostoli zwei Novellen. Von seiner Gefangenschaft in Kotor berichtet er in seiner Schrift Lettere sirmiensi. Später schrieb er Storia degli Galli, Franchi e Francesi, für das ursprünglich drei Bände vorgesehen waren. Da der erste aber sehr negativ aufgenommen wurde, erschienen keine weiteren Teile. Weiter schrieb Apostoli Lustspiele, die hingegen positive Aufnahme fanden.

## Werke
- Storia d’Andrea
- Sagezza della follia
- Saggio per servire alla storia de' viaggi filosofici e de’ principi viaggiatori (Venedig 1782)
- Lettere Sirmiensi per servire alla storia della deportazione de’ cittadini Cisalpini in Dalmazia ed Ungheria (1801, Online)
- Rappresentazione del secolo decimo ottavo (Mailand 1801, drei Bände, Online)
- Storia degli Galli, Franchi e Francesi
- E’ tutto un momento
- la Merenda alle zecca
- l’incauta
- Lettres et Contes sentimentaux de Georg Wanderson (Augsburg 1777)